# 소녀는 언니를 사랑하고 있다 2
소녀는 언니를 사랑하고 있다 2 ~ 두 사람의 엘더(処女はお姉さまに恋してる ～２人のエルダー, 오토보쿠 2, おとボク)는 카라멜 박스에서 발매한 2010년 작 에로게이다. 소녀는 언니를 사랑하고 있다의 후속작이다.

## 개요
애니메이션화가 될 정도로 인기를 누렸던 미연시 '오토보쿠'의 후속작으로써, 1편에서의 3년 후를 다루고 있다.

## 줄거리
남고에서 외톨이로 지내 등교거부를 하던 치하야가 어머니의 협박에 못이겨 세이오 여학원으로 전학을 가서, 세이오 여학원에서 1년간 지내는 이야기

## 등장인물
- 미카도 치하야 : 주인공. 3학년. 여자일 때는 키사키노미야 치하야라는 이름을 사용한다.

열성 유전자로 인해 아름다운 은발을 갖고 있지만, 이로 인해 따돌림을 당하게 되어 등교거부를 하게 된다.
결국 세이오우 여학원에 편입하지 않으면 의절하겠다는 어머니의 협박에 못이겨 여학원에 잠입하게 된다.
1편에서의 히로인 중 하나였던 미카도 마리야와는 아버지쪽 사촌지간.
따라서 1편의 주인공 카부라기(미야노코우지) 미즈호와도 먼 친척지간이다.
그러나 나이가 비슷한탓에 어려서부터 우수했던 미즈호와 비교되면서 자라왔기 때문에 미즈호를 그리 좋아하지는 않는다.
참고로 부친과의 사이도 좋은 편은 아니다.
- 나나하라 카오루코 : 메인 히로인. 3학년. 고리대금 업자의 딸. (공략 가능)

강하고 활달한 성격이지만 아버지의 직업으로 인해 아픈 기억을 갖고있다.
프롤로그에서 남자들에게 헌팅당하는 치하야를 구해주면서 이야기가 시작된다(참고로 그 때 치하야는 전.혀. 여장을 하지 않은 상태였다.).
작년까지는 1편의 히로인 중 하나이자 전(前) 엘더인 카나의 여동생으로서 시중을 들었다.
(하지만 아무리봐도 카나쪽이 동생으로 보이는 외모라던가, 아침에 약한 카오루코를 대신해 카나가 차를 가져다준다던가,
이런저런 복잡한 사정으로 인해 '뒤바뀐 자매'라는 평을 받기도 했다.)
- 와타라이 후미 : 메이드. 2학년. 주인공의 가문인 미카도가에 소속되어 있다. (공략 가능)

원래 학원에 통학하였으나 치하야가 기숙사 생활을 하게 되면서 시중을 위해 같이 기숙사 생활을 하게 된다.
1편에서의 마리야처럼 주인공의 여학원 잠입을 도와주는 역할.
특기는 기계 다루기. 좋아하는 것은 샌드형 아이스크림.
- 레제 아와유키 : 2학년. 화도부 소속, 승부욕이 강한 소녀. (공략 가능)

열성유전자로 인해 부모님이 일본인임에도 불구하고 금발 벽안을 갖고 있다는 점에서 치하야와 비슷한 처지.
우타노와 단짝. 그러나 본인은 열심히 노력하지만 타고난 천재인 우타노에는 미치지 못한다는 점에서 미묘한 열등감을 갖고 있다.
- 사소우 우타노 : 2학년. 화도부 부장. 세이오우 학생들 사이에서 통칭 어전(고젠)이라 불린다. (공략 가능)

집안 대대로 화도의 한 분파를 이루고 있고 본인의 실력 역시 매우 뛰어나다.
아와유키와 단짝. 그러나 아와유키의 활달한 성격을 내심 부러워한다.
- 카미치카 카오리 : 3학년. 취미는 조향(調香).(공략 가능)

치하야의 정체를 가장 빨리 알아채고, 모종의 사건에 대해 치하야가 입을 다무는 대가로 여학원 생활을 도와준다.
하급생들을 건드린다는 소문 때문에 학원에서의 평판은 좋지 않은 듯하다.
복잡한 가정사정으로 인해 기숙사에서 생활하고 있다. 부친과의 사이가 좋지 못하다는 점에서 치하야와 비슷한 처지.
기숙사에서는 매.우. 간편한 복장으로 지낸다. 참고로 히로인들 중 가장 글래머. 기숙사에서는 히나타의 언니이다.
- 케이리 그란세이우스 : 2학년. 수영부. 신비한 분위기를 가진 소녀. 일본인이 아니다. (공략 가능)

점성술에 일가견이 있고 미묘하게 치하야의 정체를 처음부터 간파하는듯 하다.
2학년임에도 불구하고 3학년인 치하야, 카오루코, 카오리 등과 이름을 부르며 격의없이 지낸다.
- 미나세 하츠네 : 3학년. 세이오우 여학원의 학생회장. (PSP판에서는 공략 가능)

침착하고 상냥하고 남을 잘 돌봐주는 성격이다. 기숙사에서는 유우의 언니이다.
작년까지는 1편의 히로인인 중 하나이자 전(前) 학생회장인 유카리의 여동생으로서 시중을 들었다.
- 카시와기 유우 : 1학년. 원예부. (PSP판에서는 공략 가능)

기숙사에서는 하츠네의 여동생으로서 시중을 들어야 하지만 신체가 병약해서 오히려 하츠네의 보살핌을 받는다.
- 미카도 치토세 : 치하야의 쌍둥이 누나. 어렸을 때 병으로 사망했다. 작중에서는 유령으로 등장한다.

- 미카도 타에코 : 치하야의 어머니. 이 모든 사건의 원흉이자 흑막.

어린 치토세를 병으로 잃은 후 약간의 정신질환과 기억의 혼란을 갖고 지낸다.
참고로 오마케 시나리오에서는 최종보스로 등장한다.
- 쿠도 히나타 : 1학년. 문예부이자 수영부. 매우 활발하고 기숙사의 분위기 메이커 역할이다.

기숙사에서는 카오리의 여동생으로서 시중을 든다. 본인 왈, '재혼한 부모님의 행복한 신혼(?)을 위해' 기숙사에 들어왔다고 한다.

## 포터블판
2011년 5월에 PSP판이 발매되었다. 수정된 내용은 6화 부분이다. 6화에서 점성술 열풍에 관해 다루는 것으로 바뀌어 있다.

## 애니메이션화
2010년 12월 10일에  애니화가 발표. 2012년 8월에 《소녀는 언니를 사랑하고 있다 2명의 엘더 THE ANIMATION》(処女はお姉さまに恋してる 2人のエルダー THE ANIMATION 오토메와 보쿠니 코이시테루 후타리노 에르더 디 애니메이션[*])란 타이틀로 발매. 전 3권. 원래로는 TVA로 예정되어 있었으나, 갑작스럽게 OVA로 사양이 변경되었다.

## 만화
일본 月刊コンプエース(월간 콤푸 에이스)라는 잡지에서 연재 되고 있다고 하며 현재(2012년 5월)까지 16화까지 나왔다고 하나 확인한 건 4화까지뿐이다.